# Ostorhinchus cookii
Ostorhinchus cookii е вид лъчеперка от семейство Кардиналови риби (Apogonidae).

## Разпространение и местообитание
Видът е разпространен от Червено море и Оманския залив на юг до Квазулу-Натал, а на изток до западната част на Тихия океан от Япония до Големия бариерен риф и Нова Каледония. Беше съобщено, че е засечен в Тонга и Персийския залив.
Обитава скалистите пясъчни коралови рифове на дълбочина не по-голяма от 10 метра. Може да се види поединично или на малки групи.

## Описание
Този вид достига на дължина до 10 см.